# イタリア時間
イタリアでは、中央ヨーロッパ時間（イタリア語: Tempo dell'Europa Centrale、UTC+1）と、中央ヨーロッパ夏時間（イタリア語: Orario Estivo dell'Europa Centrale、UTC+2）を使用している。夏時間の実施期間は1996年以来、3月の最終日曜日の02:00（CET）から10月の最終日曜日までとなっている。

## IANA time zone database
IANA time zone databaseのzone.tabには、イタリアの標準時が1つ含まれている。
| 国コード | 座標        | TZ          | 注釈 | 協定世界時との差 | 夏時間 | 備考 |
| -------- | ----------- | ----------- | ---- | ---------------- | ------ | ---- |
| IT       | +4154+01229 | Europe/Rome |      | +01:00           | +02:00 |      |